# Nicolaus Nycopensis
Nicolaus Laurentii Nycopensis, född på 1610-talet i Nyköping, död den 23 april 1664 i Viborg, var en svensk biskop och professor i teologi.

## Biografi
Nycopensis var började sina studier vid läroverket i Nyköping och fortsatte därefter i Uppsala den 17 december 1629. En tid studerade han även i Dorpat (nuvarande Tartu i Estland), där han blev magister. Han blev rektor för läroverket i Nyköping år 1636 och logices och poeseos professor vid Kungliga Akademien i Åbo 1640, dit han kallats av generalguvernör Per Brahe. Kungliga Akademien grundades detta år som tredje universitet i Sverige efter Uppsala universitet år 1477 och Dorpats universitet 1632. I Åbo blev han professor i teologi 1650 och arbetade som rektor för akademien åren 1648 och 1656.
1658 blev han vigd till biskop i Viborg och stannade där fram till sin död sex år senare. Han besökte många riksdagar, bland annat åren 1651, 1654 och 1655. Biskopen dog den 23 april 1664 på resa till riksdagen i Västerås och begravdes samma år i Viborgs domkyrka. Griftetalet hölls av dåvarande slottspredikanten i Viborg, Samuel Reuter.
Han var gift med Catharina Iheringia, död 1666. De fick nio barn: sex söner och tre döttrar. Från dem härstammar den finländska släkten Nycopensis, vars namn senare förkortats till Nycop eller Nykopp.